# Pachinko

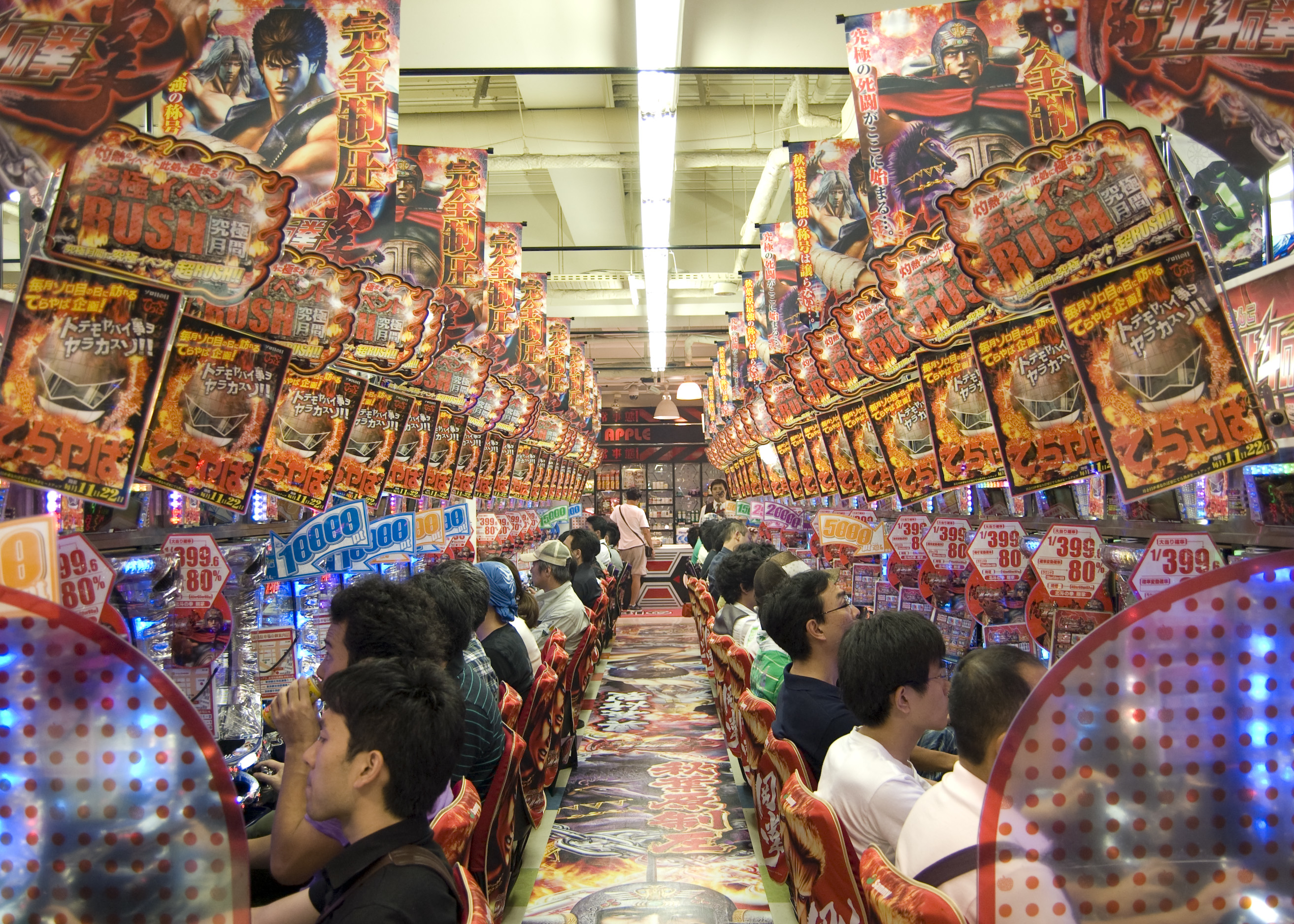
Pachinko-Halle in Akihabara

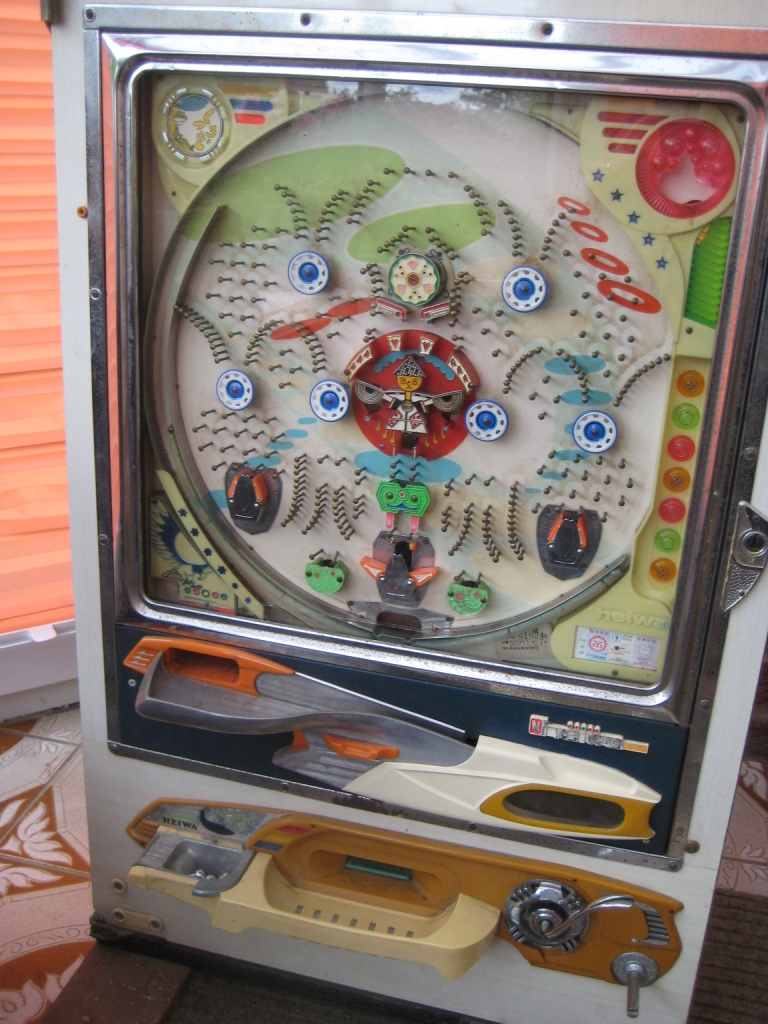
Mechanischer Pachinko-Automat aus den 1970er Jahren

Pachinko (jap. パチンコ) ist eine Mischung aus Geldspielautomat und senkrechtem Arcade-Spiel, das in Japan sehr populär ist. Die oft bunt gestalteten Pachinko-Spielhallen mit Dutzenden, teilweise auch Hunderten von Automaten finden sich heute überall in Japan. Der Geräuschpegel durch die Spielautomaten, durch Musik und Durchsagen (große Gewinne, Sonderaktionen) ist meistens sehr hoch.
Glücksspiele mit Bargeld sind in Japan illegal, aber die große Beliebtheit von Pachinko mit niedrigen Einsätzen hat eine spezielle Gesetzeslücke geschaffen, durch die es existieren kann. Pachinko-Kugeln, die bei Spielen gewonnen werden, können nicht direkt in der Spielhalle gegen Geld eingetauscht werden, noch können sie aus der Spielhalle entfernt oder mit anderen Spielhallen getauscht werden. Sie können jedoch legal in der Spielhalle gegen so genannte „Sonderpreis“-Marken (特殊景品 tokushu keihin) eingetauscht werden, die wiederum gegen Bargeld an einen separaten Verkäufer außerhalb des Lokals „verkauft“ werden können. Diese Verkäufer (vorgeblich unabhängig vom Salonbesitzer, aber oft in dessen Besitz) verkaufen die Token dann zum gleichen Preis, den sie für sie bezahlt haben, an den Salon zurück – zuzüglich einer kleinen Provision, wodurch ein Bargeldgewinn entsteht –, ohne technisch gegen das Gesetz zu verstoßen.

## Geschichte
Pachinko-ähnliche Geräte wurden erstmals in den 1920er Jahren als Kinderspielzeug namens „Korinth-Spiel“ (コリントゲーム, korinto gēmu) gebaut, das auf der amerikanischen „Corinthian bagatelle“ basierte und nach ihr benannt wurde. Eine weitere wahrscheinliche Inspiration war das Billard japonais, „japanisches Billard“, das im 18. Jahrhundert in Westeuropa erfunden wurde. Um 1930 kam es in Nagoya als Freizeitbeschäftigung für Erwachsene auf und verbreitete sich von dort aus.
Alle japanischen Pachinko-Salons wurden während des Zweiten Weltkriegs geschlossen, kamen aber in den späten 1940er Jahren wieder zum Vorschein. Pachinko ist seither populär geblieben; der erste kommerzielle Pachinko-Salon wurde 1948 in Nagoya eröffnet. In Taiwan, das während der japanischen Besatzungszeit unter japanischem Einfluss stand, gibt es auch viele Pachinko-Salons.
Bis in die 1980er Jahre waren Pachinko-Automaten mechanische Geräte mit Glocken, die die verschiedenen Zustände des Automaten anzeigten. Elektrizität wurde nur für das Aufleuchten von Lichtern und zur Anzeige von Problemen verwendet, z. B. wenn die Maschine keine Kugeln mehr enthielt. Die Kugeln wurden mit einem Flipper ausgeworfen; ihre Geschwindigkeit wurde durch Ziehen des Flippers auf verschiedene Ebenen gesteuert. Zu den Herstellern dieser Zeit gehörten Nishijin und Sankyo; die meisten dieser Maschinen, die heute auf Online-Auktionsseiten angeboten werden, stammen aus den 1970er Jahren. Nach dieser Zeit verfügten die Pachinko-Maschinen über mehr elektronische Funktionen und benötigten daher Strom für den Betrieb.

## Funktionsweise

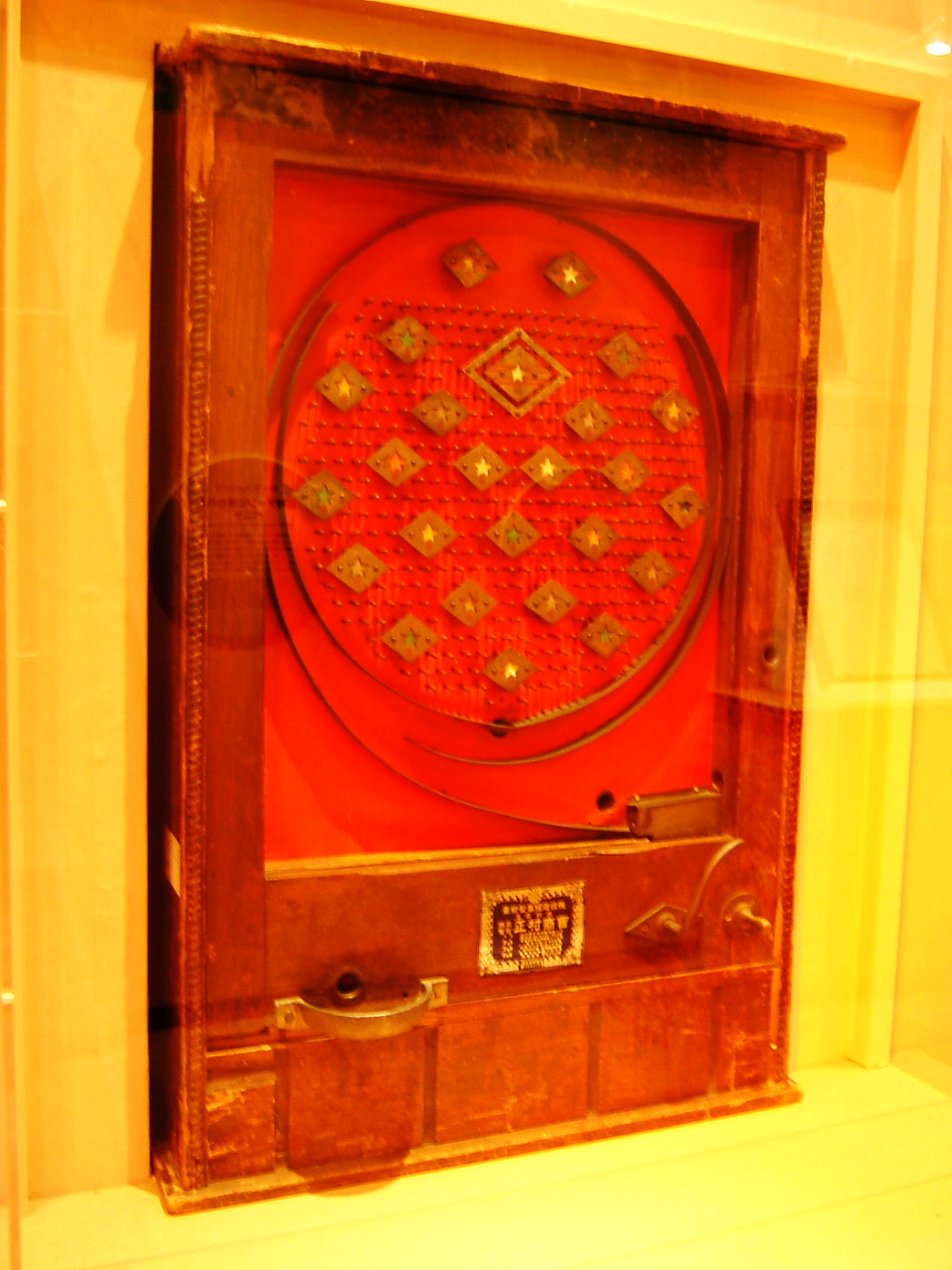
Historischer Pachinko-Automat

Der Spieler kauft eine Anzahl (üblicherweise hunderte bis tausende) kleine Metallkugeln, füllt diese oben in das Gerät und kann dann mit einem Hebel bestimmen, wie schnell diese auf das Spielfeld geschossen werden. Der Strom der Kugeln fällt durch ein Labyrinth aus Stiften, Kanälen und Klappen nach unten. Die meisten Kugeln verschwinden als Nieten, aber immer wieder fällt auch eine in eines der Speziallöcher, was eine der folgenden Wirkungen hat:
- Es wird eine bestimmte Menge an neuen Kugeln ausgegeben
- Das Labyrinth wird für eine kurze Zeit umkonfiguriert, so dass sich größere Gewinnchancen auftun
- Es wird der in der Mitte des Spiels eingebaute, einem Geldspielautomaten ähnelnde Mechanismus ausgelöst, der dann einen unterschiedlich großen Gewinn (in Form neuer Kugeln) ausschüttet

Pachinko-Automaten funktionierten anfangs rein elektromechanisch und hatten keinen Geldspielautomatenteil. Letzterer kam dann zuerst ebenfalls in Form des klassischen Dreirollensystems dazu, wird aber heutzutage durch massiven Einsatz von Computertechnik immer komplexer und dominiert das Spielgeschehen geradezu. Statt mechanischer Anzeigen herrschen LCDs vor, auf denen mit Maskottchen und verschiedensten Symbolen kleine Geschichten erzählt werden, die mit Erfolg (Gewinn) oder Niederlage enden.

## Gewinnmöglichkeiten
Da in Japan – mit Ausnahme der staatlichen Lotterie und des staatlich kontrollierten Wettsystems – ein allgemeines Verbot für Geldgewinne besteht, gibt es beim Pachinko keine Geldpreise. Der Spielgewinn, der aus Metallkügelchen besteht, darf nur in Sachpreise mit einem jeweiligen Wert von weniger als 10.000 Yen wie etwa Feuerzeuge oder Parfümfläschchen eingetauscht werden. Zu den Sachpreisen gehören jedoch auch Feingoldbarren mit einem jeweiligen Einzelwert unter 10.000 Yen. Hiervon können entsprechend dem Gewinn beliebig viele ausgegeben werden.
In der unmittelbaren Umgebung der meisten Pachinkospielhallen gibt es Buden, die diese Sachpreise, vor allem die Feingoldbarren gegen Bargeld ankaufen, wobei Verkäufer und Ankäufer sich häufig aufgrund eines Sichtschutzes gegenseitig nicht zu sehen bekommen. Hierdurch wird das Verbot der Geldgewinne umgangen.
Alternativ können die Spielkugeln auch auf ein Konto beim Spielhallenbetreiber eingezahlt und später für eine Fortsetzung des Spiels wieder abgehoben werden.

## Wirtschaftliche Bedeutung

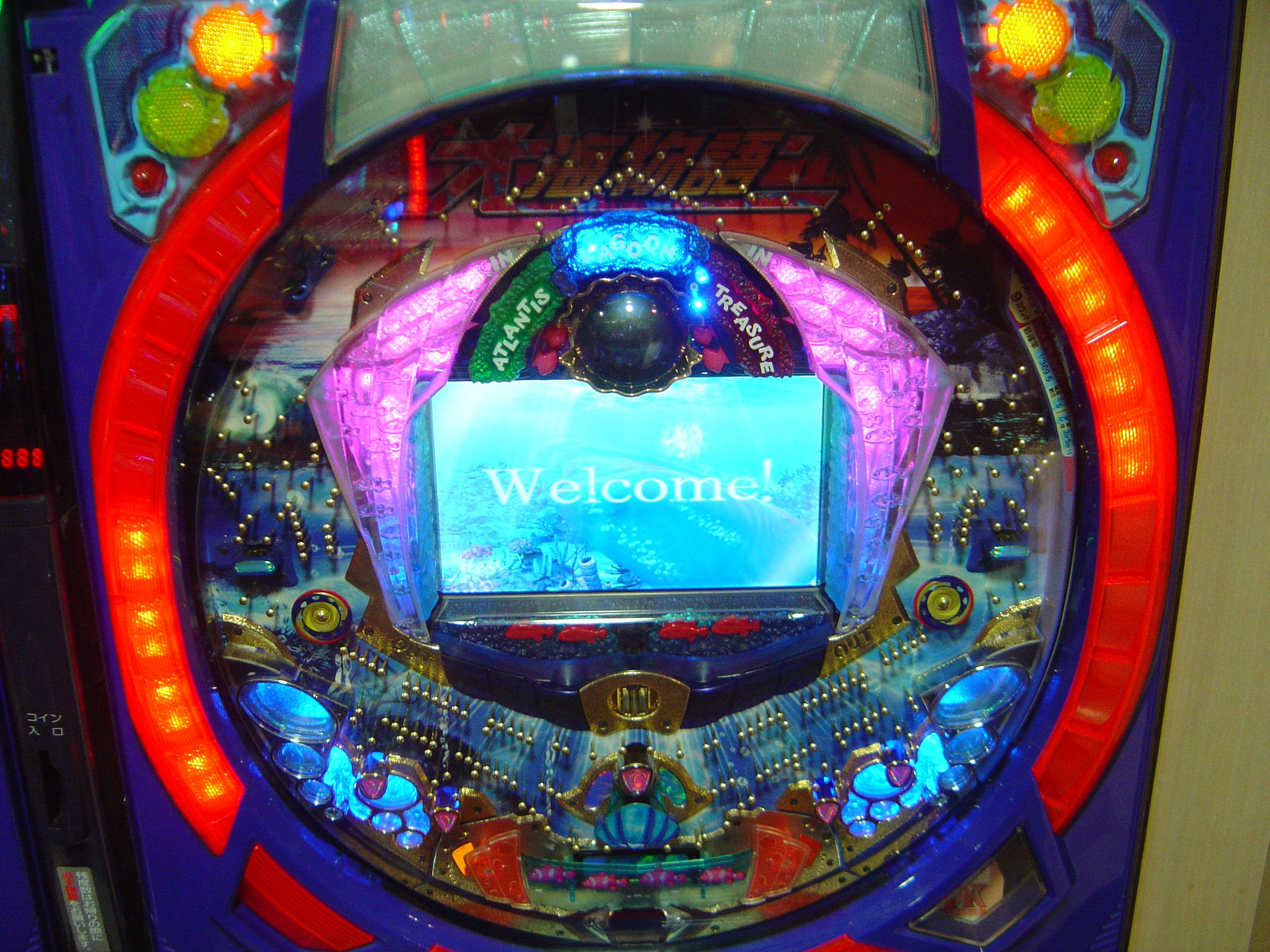
Pachinko-Automat

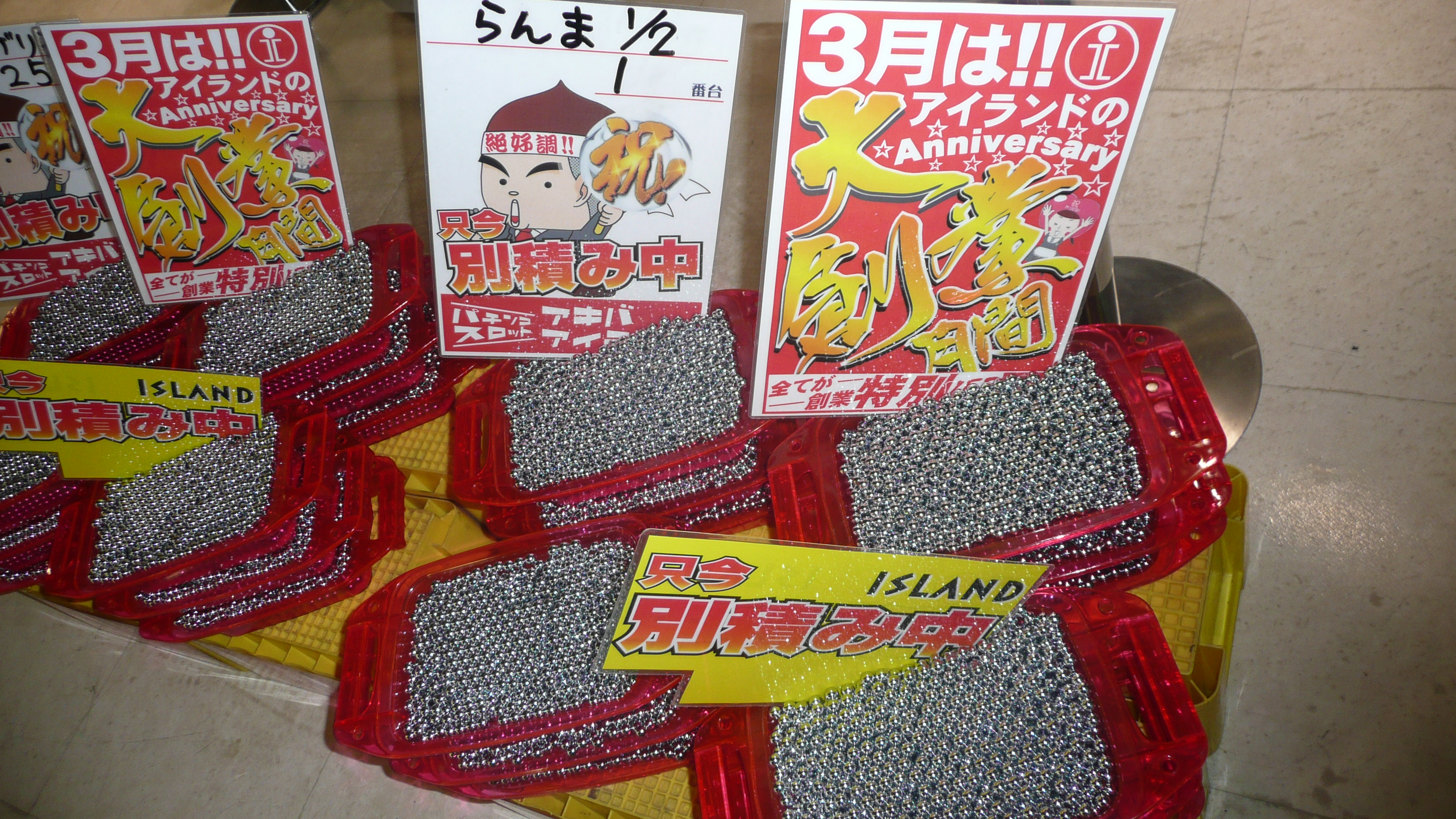
Pachinko-Metallkugeln

Da in Japan keine Spielkasinos erlaubt sind und Wetten ausschließlich bei Pferde-, Rad- und Bootsrennen gestattet sind, erfreut sich das legale Pachinko-Spiel großer Beliebtheit. 16 Mio. Japaner suchten 2008 die Pachinko-Hallen regelmäßig auf. Sie gaben um das Jahr 2000 jährlich ca. 250 Milliarden Yen für das Pachinko-Spiel aus. In Japan gibt es etwa 16.000 Pachinko-Hallen und schätzungsweise 34.000 Berufsspieler, von denen manche pro Monat bis zu 6000 Euro gewinnen sollen, andere geben vor, über 100.000 Euro verdient zu haben. Mit Pachinko TV gibt es auch einen eigenen Fernsehsender, der täglich Sendungen mit Informationen und Berichten rund um Pachinko ausstrahlt.
Die Bedeutung des Spiels fällt jedoch seit den 1990er Jahren deutlich. Zwischen 2002 und 2012 halbierte sich die Zahl der regelmäßigen Spieler, dabei sanken die Einnahmen aber geringer als die Zahl der Spieler von 31 Mrd. Yen (1992) auf 19 Mrd. Yen 2012. Zwischen 2006 und 2012 nahm aber der Anteil der unter 30-Jährigen von 5 % auf 9 % zu. Diese Entwicklung fällt 2014 zusammen mit Planungen erstmals Kasinos in Japan zu legalisieren, um die Kosten für Infrastrukturmaßnahmen zu den Olympischen Sommerspielen 2020 in Tokio zu finanzieren. Außerdem ist 2014 eine Steuer von 1 % auf die Umsätze der Pachinko-Hallen im Gespräch, wobei die Betreiber als Gegenleistung eine ausdrückliche Legalisierung ihres Geschäfts fordern.

## Devisenbeschaffung für die Demokratische Volksrepublik Korea
Etwa 70 % aller Pachinko-Hallen in Japan werden von gebürtigen Koreanern geführt, und ungefähr 3.000 befinden sich unter dem direkten Einfluss der Ch’ongryŏn, einer pronordkoreanischen Vereinigung. Schätzungen gehen davon aus, dass aus dem Pachinkogeschäft jährlich bis zu 200 Milliarden Yen (rund 1,2 Mrd. Euro) nach Nordkorea fließen könnten.

## Computerspiele
Mit „Visual Pinball“  gibt es die Möglichkeit viele von Benutzern nachgebaute Originale am PC nachzuspielen.